# Kościół Saint-Michel-des-Lions
Kościół Saint-Michel-des-Lions (fr. Église Saint-Michel-des-Lions) – rzymskokatolicka świątynia we francuskim mieście Limoges, w regionie Nowa Akwitania. Nazwa kościoła pochodzi od dwóch posągów lwów, które stoją przy wejściu do kościoła z południowej strony.

## Historia
Budowa kościoła trwała od końca XIV do początku XVI wieku. Wcześniejszy kościół wzniesiono w 1213 roku, ten jednak ostatecznie się zawalił, posągi lwów wzmiankowane były już XI wieku. W 1824 roku na szczycie iglicy kościoła zamontowano kulę, początkowo wypełnioną, w 1916 roku zamieniono ją na lżejszą, ażurową. Wpisany na listę zabytków od 1909 roku.

### Lwy

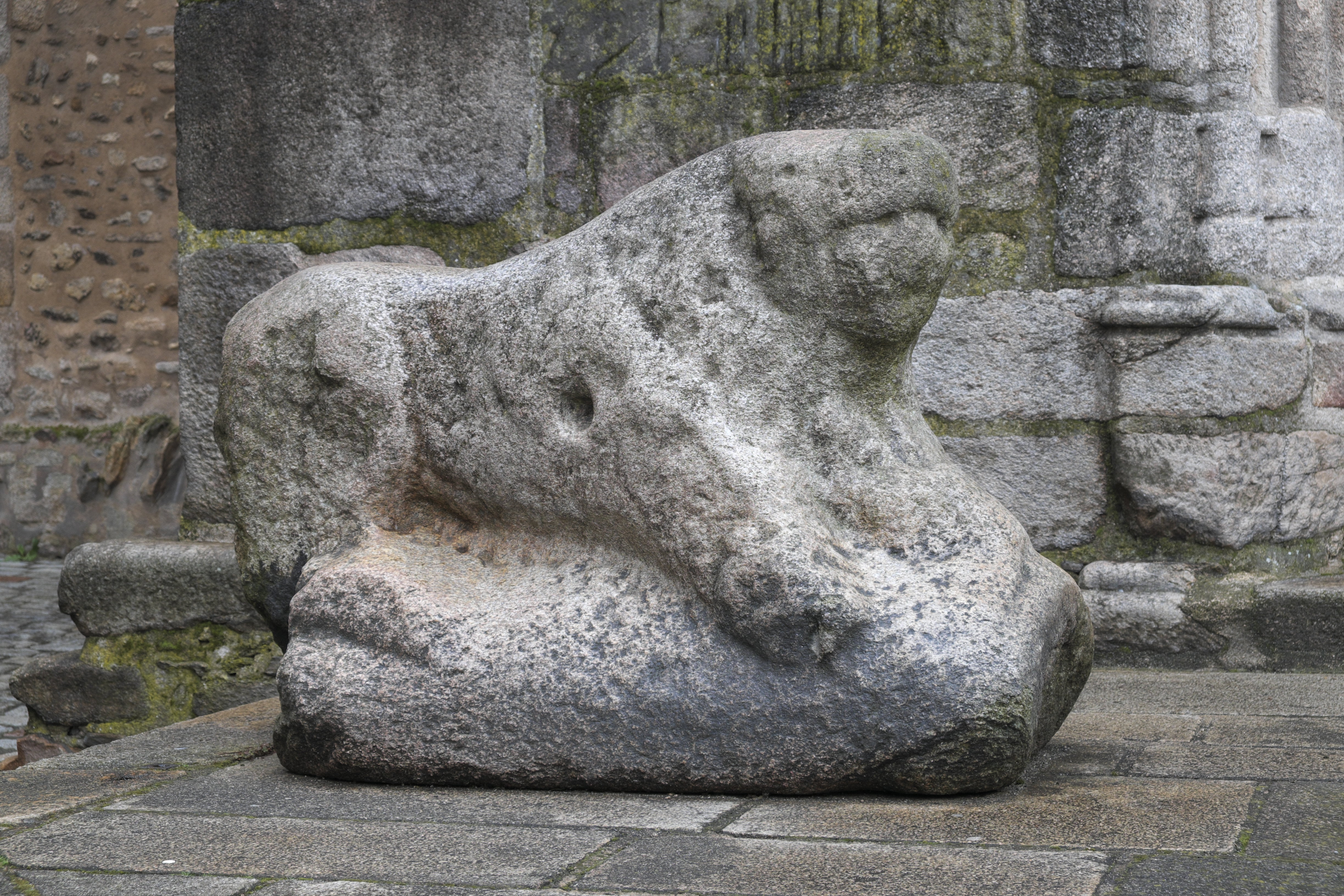
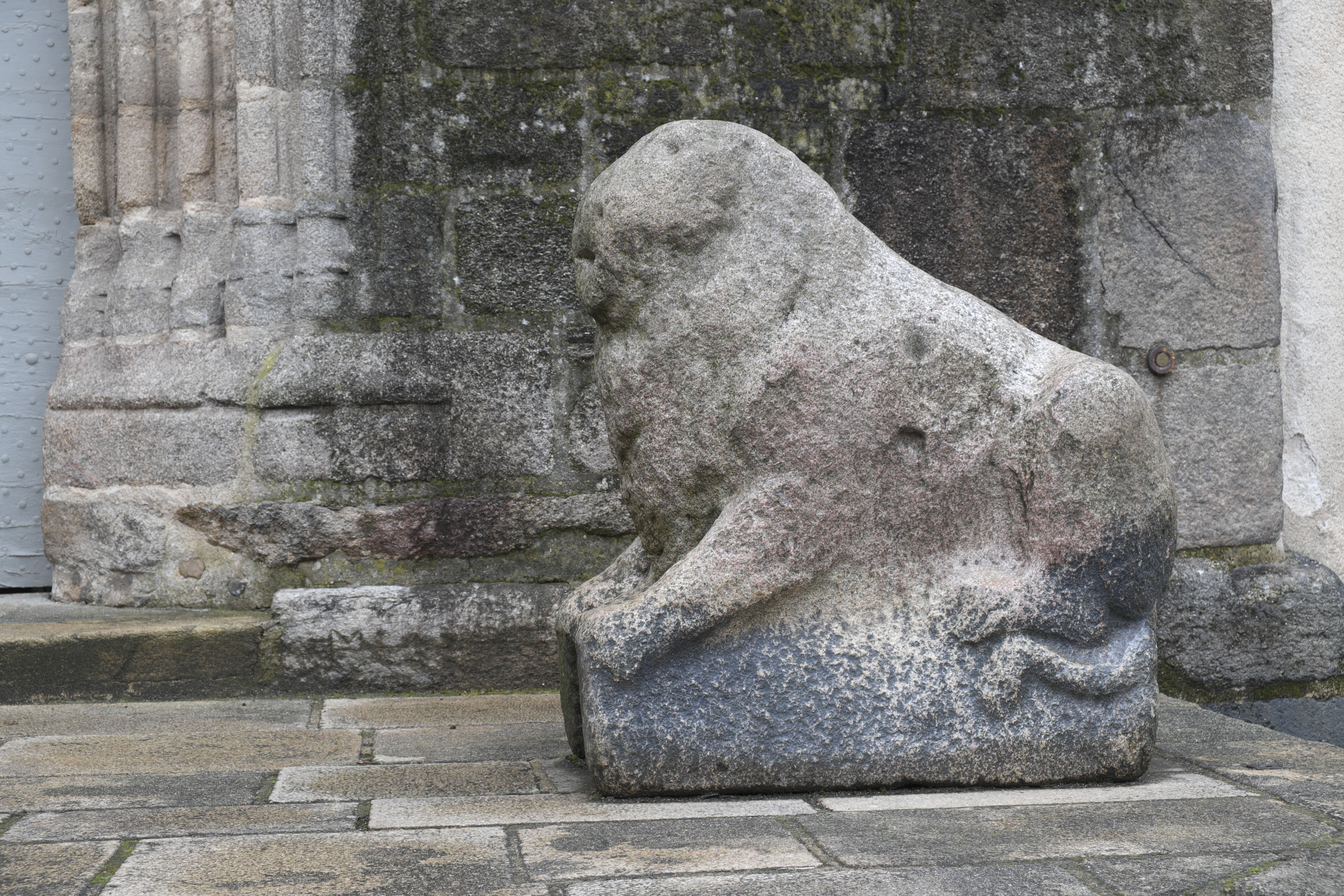

## Galeria

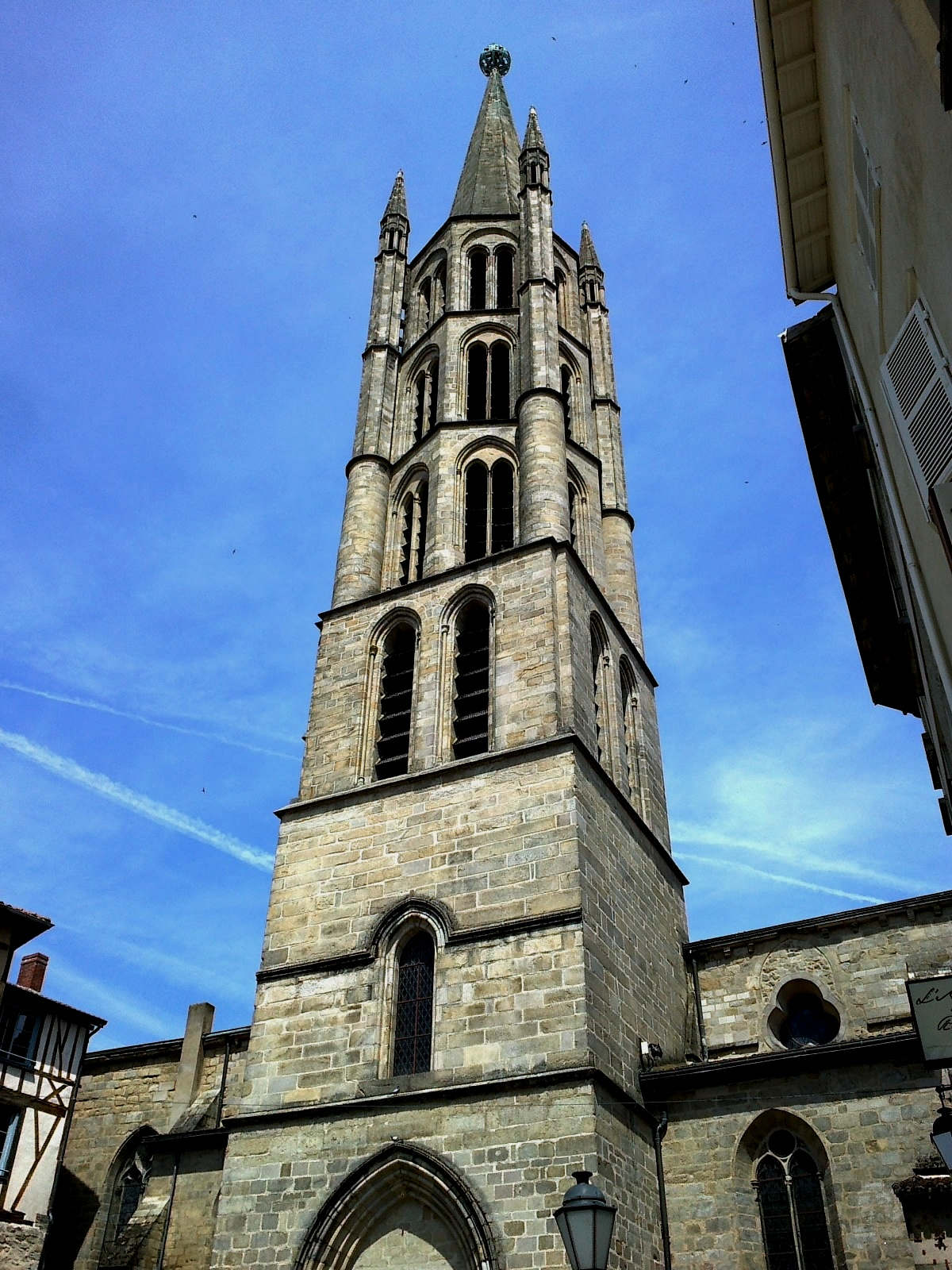
Wieża
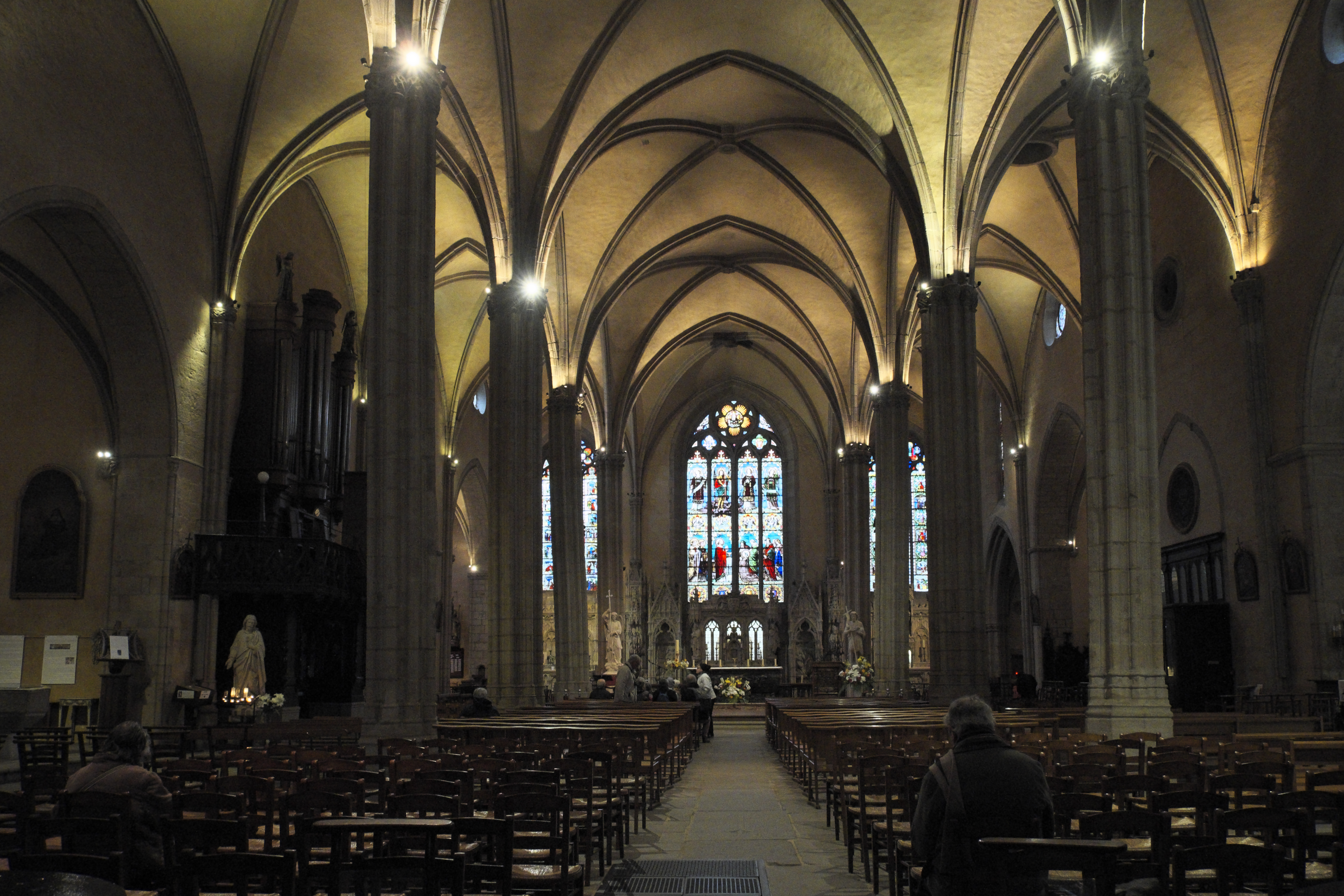
Wnętrze kościoła
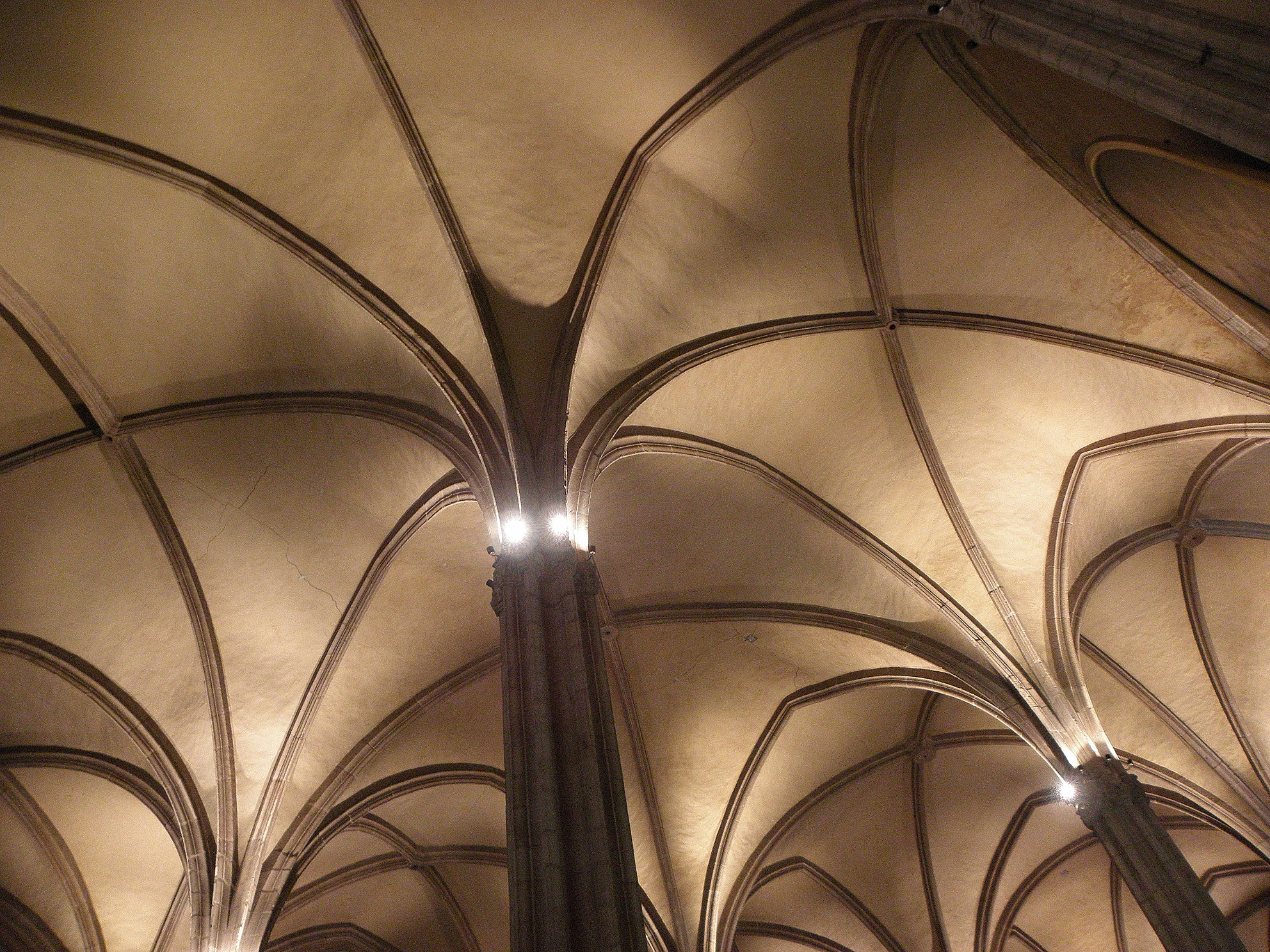
Sklepienie
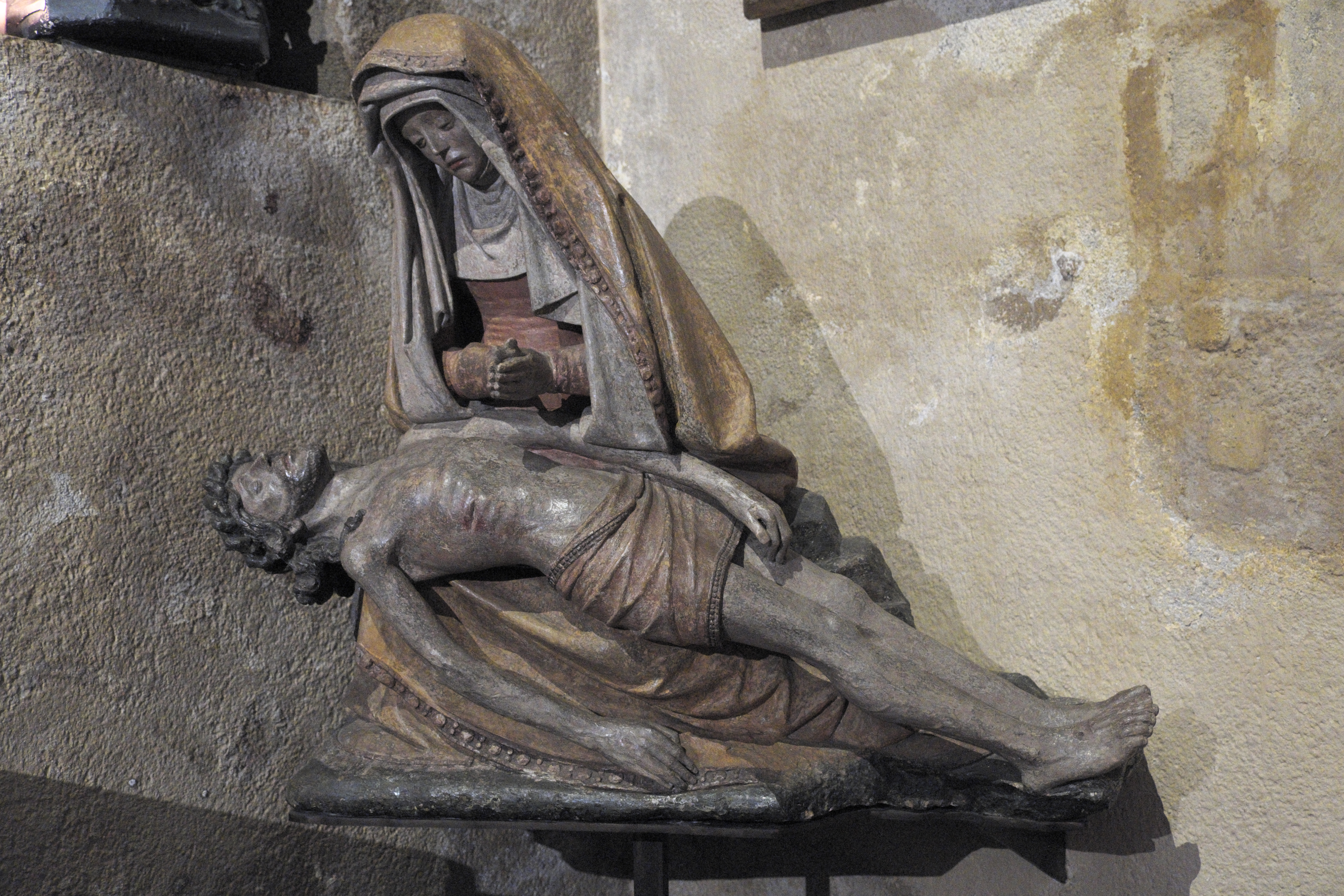
Pietà